# Jacques Bousseau
Jacques Bousseau (Chavagnes-en-Paillers, 17 marzo 1681 – Valsaín, 13 febbraio 1740) è stato uno scultore francese.
Allievo di Nicolas Coustou, venne ammesso all'Académie royale de peinture et de sculpture nel 1715 e portò il titolo di scultore del re in Francia e Spagna.
Dopo aver goduto in vita di una discreta fama come scultore, in seguito alla sua morte il suo nome cadde in oblio per più di due secoli. Fu soltanto a partire dagli anni 1970 che le sue opere vennero rivalutate in particolare da autori vandeani come Francis Ribemont (nella Revue 303) e Marie-Élisabeth Loiseau (nel suo libro del 2006 Vendée côté jardin).

## Biografia

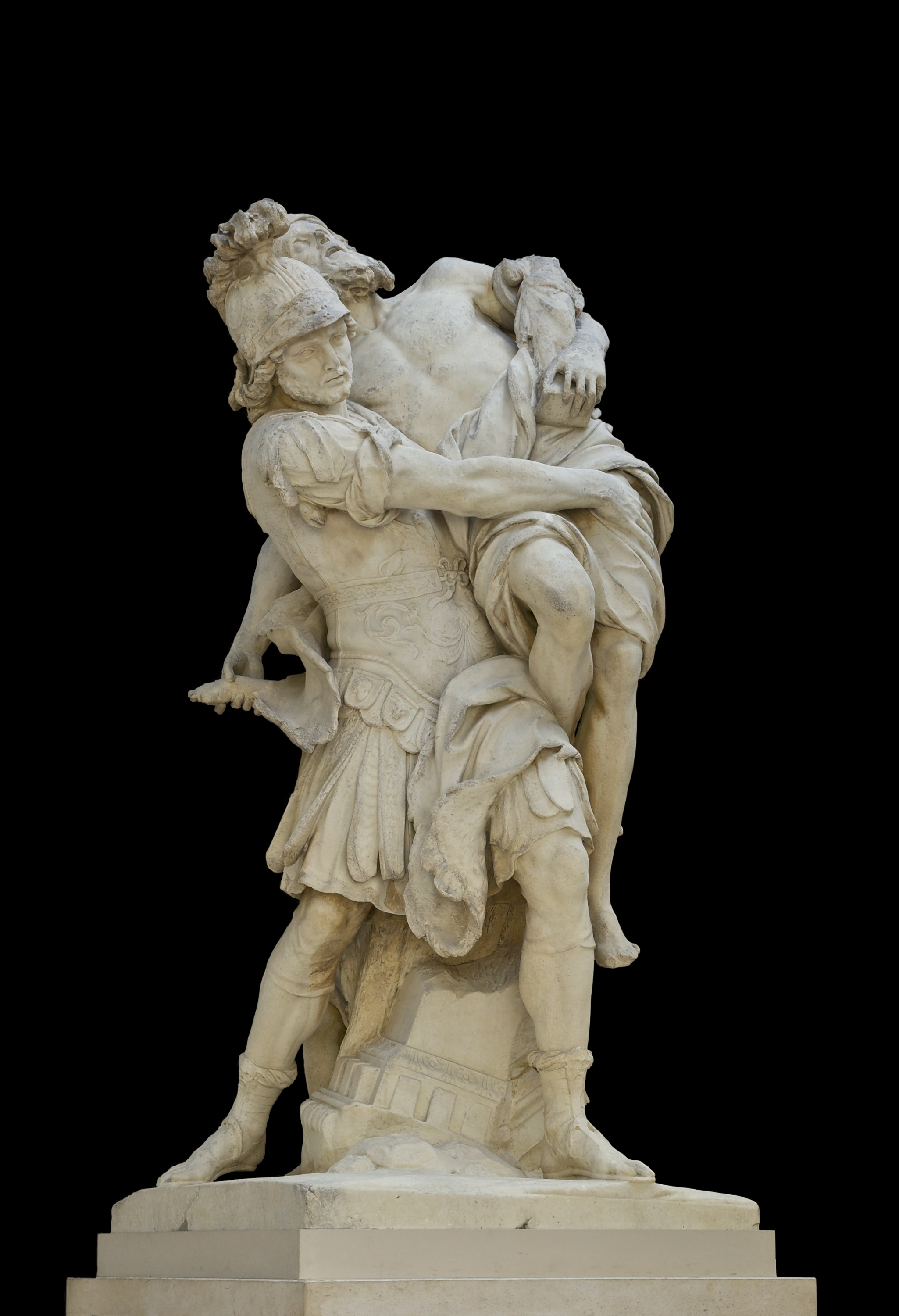
Enea e Anchise, Parigi, museo del Louvre, scultura di Pierre Le Pautre ultimata assieme a Bousseau

### Origini e inizi
La famiglia Bousseau era presente a La Boissière-de-Montaigu (Vandea) da tre generazioni. Il padre di Bousseau, che aveva due fratelli, lasciò La Boissière intorno al 1670 per venire a lavorare nella fattoria Basse Crépelière di Chavagnes en Paillers, appartenente alla famiglia de Goué, dove si sposò nel 1673 e dove lavorò come aratore. Jacques vi nacque nel pomeriggio di venerdì 17 marzo 1681. Era il quinto figlio della famiglia, composta da due maschi e due femmine.
Sin da bambino, Jacques si dilettava a tagliare pezzi di legno, con cui scolpiva soggetti sacri quali Gesù e la Vergine. Fu notato allora dal parroco di Chavagnes, il quale mostrò a sua volta il talento del giovane scalpellino al vescovo di Luçon Henri de Barillon, in visita a Chavagnes nel 1693 e nel 1696. Entusiasta delle sue opere, il vescovo mandò quindi il quindicenne Jacques a Parigi, dove imparò dapprima a leggere e a scrivere, ed in seguito frequentò il più grande mastro scultore dell'epoca, Nicolas Coustou.

### Il successo a Roma e Parigi
Ammesso nel 1701 all'Académie royale de peinture et de sculpture, nel 1705 consegue il Prix de Rome col soggetto Giuditta presentata ad Oloferne. Ciò gli permise di trascorrere un soggiorno a Roma presso l'Accademia di Francia, situata a Palazzo Capranica, dove ebbe modo di perfezionare la sua arte. In Italia fece la conoscenza del cardinale Gualterio, per cui realizzò il busto della madre, e scolpì un Centauro (oggi scomparso), copia di un'antica statua romana.
Tornato a Parigi nel 1712, lavorò a quello che è considerato il suo capolavoro, ossia il Soldato che flette il suo arco. Quest'opera in marmo alta 89 cm, piena di movimento ed espressione, una novità per l'epoca, fu un successo per la critica. La scultura si trova attualmente al Louvre, anche se sono state realizzate copie in bronzo che si trovano in diverse collezioni in tutto il mondo.
Il Soldato che flette il suo arco fu anche l'opera di ricezione che lo ammise ufficialmente all'Académie Royale, il 29 novembre 1715. Grazie ai suoi rapporti con il cardinale Gualterio, Bousseau riuscì inoltre a ottenere alcune reliquie di Santa Gaudenzia e di Santa Restituta. Esse arrivarono nel 1716 a Saint Sulpice le Verdon, dove suo fratello Jean era stato nominato parroco. Una parte delle reliquie fu conservata a Saint Sulpice e un'altra fu inviata a Chavagnes, dove ebbe luogo l'accoglienza ufficiale nel 1719. Le reliquie di Saint Sulpice furono distrutte durante la Rivoluzione francese mentre quelle di Chavagnes si salvarono miracolosamente.
Tra il 1715 e il 1737, Bousseau divenne sculpteur du roi e professore dell'Académie Royale, benché, nonostante l'attività prolifica, non ci pervengono ad oggi molte sue opere di questo periodo.
Durante questi anni, al culmine della sua carriera, divenne amico del maestro Coustou e, assieme a René Frémin e Jean-Sylvain Cartaud, fece parte del circolo degli artisti parigini, tanto da possedere un proprio atelier dalle parti del Louvre.
Nel 1727, a 46 anni, sposò alla Chiesa di Saint-Germain-l'Auxerrois Marguerite-Thérèse Bailly, figlia del pittore Nicolas Bailly. Da tale unione nacquero almeno cinque figli.

### Gli ultimi anni in Spagna

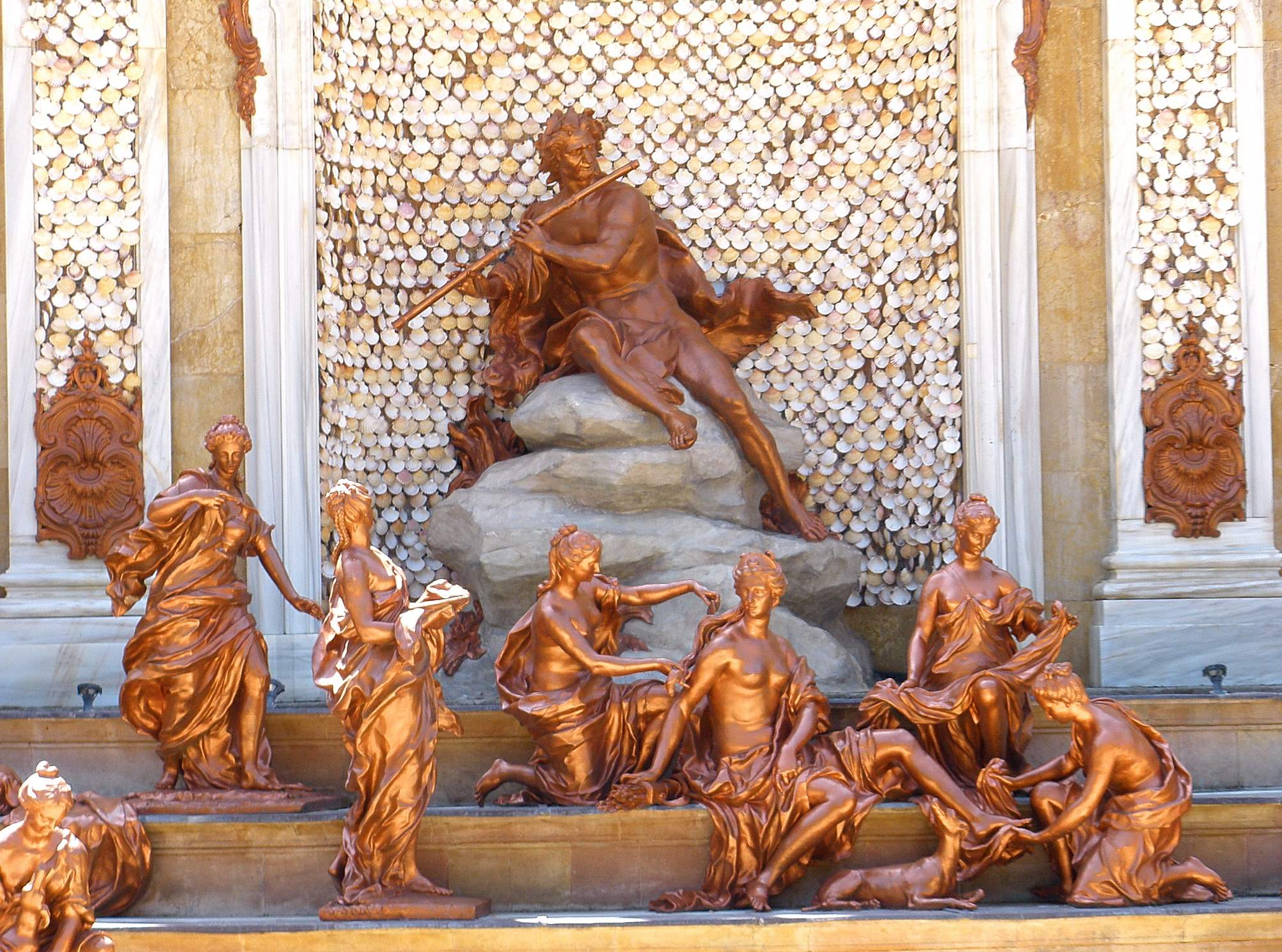
Fontana del Bagno di Diana, Palazzo Reale della Granja de San Ildefonso

Nel 1737 sostituì René Frémin come primo scultore alla corte del re Filippo V di Spagna. Bousseau, a 56 anni, lavorò principalmente nella realizzazione di gruppi statuari nei giardini della Granja de San Ildefonso a Segovia, non lontano da Madrid. Tra le statue in marmo scolpite, la maggior parte delle quali ricoperte di piombo dorato, si ricordano le ninfe, le muse e soprattutto le decorazioni della fontana monumentale raffigurante Il bagno di Diana. 
Ormai stremato dal lavoro, Bousseau si spense il 13 febbraio 1740 a 59 anni e venne sepolto a Valsaín, vicino Segovia, dove aveva il suo atelier nei pressi di una cava di marmo.
Il Regno di Spagna doveva allora alla famiglia Bousseau una somma considerevole per via del lavoro svolto. Ciononostante, le numerose rimostranze della vedova furono vane e il Regno di Spagna si rifiutò di restituire ai suoi discendenti non solo ciò che gli era dovuto, ma anche una notevole quantità di mobili, gioielli e argenteria, con il pretesto che era uno straniero.

## Opere
- Ulisse tende l'arco di cui Penelope deve essere il premio, opera di ricevimento, marmo, 1715, Parigi, Museo del Louvre.
- Enea trasporta Anchise, marmo, Museo del Louvre
- Zefiro e Flora e Amore, marmo, collezione del Barone Rothschild
- San Maurizio e San Luigi, marmo, 1729 Cattedrale di san Luigi e san Nicola di Choisy-le-Roi
- Tomba di Marc René d'Argenson, marmo, Cripta della Basilica di San Luigi a Parigi
- Altare maggiore della cattedrale di Rouen, distrutto durante la Rivoluzione
- La Magnanimità reale, marmo, Cappella di Versailles
- La Religione, marmo, Chiesa degli Invalidi
- Numerose statue in marmo o piombo dorato: giardini del Palazzo Reale della Granja de San Ildefonso vicino a Segovia.